# Петрікань (Ботошань)
Петрікань, Петрікані (рум. Petricani) — село у повіті Ботошані в Румунії. Адміністративно підпорядковане місту Севень.
Село розташоване на відстані 395 км на північ від Бухареста, 26 км на північний схід від Ботошань, 105 км на північний захід від Ясс.

## Населення
За даними перепису населення 2002 року у селі проживали 689 осіб, усі — румуни. Усі жителі села рідною мовою назвали румунську.